# كي ياماغوتشي
كي ياماغوتشي (باليابانية: 山口 慶) (11 يونيو 1983 في كيوتو في اليابان – )؛ هو لاعب كرة قدم ياباني سابق كان يلعب كلاعب وسط.

## وصلات خارجية
- كي ياماغوتشي على موقع الاتحاد الدولي (مؤرشف)  (الإنجليزية)
- كي ياماغوتشي على موقع رابطة كرة القدم اليابانية للمحترفين (اليابانية)
- كي ياماغوتشي على موقع قاعدة بيانات كرة القدم.إي يو (الإنجليزية)
- كي ياماغوتشي على موقع Soccerway.com (الإنجليزية)
- كي ياماغوتشي على موقع عالم كرة القدم.نت (الإنجليزية)